# 华东小檗
华东小檗（学名：Berberis chingii）为小檗科小檗属的植物，为中国的特有植物。分布于中国大陆的福建、湖南、广东、江西等地，生长于海拔250米至2,000米的地区，一般生于水沟边、山坡灌丛中、山沟杂木林下以及石灰岩山坡，目前尚未由人工引种栽培。

## 异名
- Berberis chingii Cheng ssp. subedentata C. M. Hu
- Berberis chingii Cheng ssp. wulingensis C. M. Hu